# Jamie Babbit
Jamie Babbit, född 1970, amerikansk regissör och manusförfattare

## Filmografi (urval)
- 1999 - But I'm a Cheerleader
- 2000- - Malcolm in the Middle TV-serie
- 2004 - Wonderfalls TV-serie
- 2003- - Nip/Tuck TV-serie
- 2005 - The Quiet
- 2000- - Gilmore Girls TV-serie
- 2006 - Alias ett avsnitt, TV-serie
- 2006 - Ugly Betty ett avsnitt, TV-serie
- 2007 - Itty Bitty Titty Committee
- 2007 - The L Word ett avsnitt, TV-serie
- 2024 – My Lady Jane (TV-serie) fem avsnitt

## Utmärkelser
- 2000 - Créteil International Women's Film Festival - Publikens pris för But I'm a Cheerleader
- 2000 - Créteil International Women's Film Festival - Graine de Cinéphage Award för But I'm a Cheerleader
- 2002 - Philadelphia International Gay & Lesbian Film Festival - Juryns pris, bästa lesbiska kortfilm Stuck
- 2002 - Sundance Film Festival - Short Filmmaking Award, hedersomämnande för Stuck